# 미국 수정 헌법 제6조
미국 수정 헌법 제6조(Sixth Amendment 또는 Amendment VI)는 형사절차에서 피고인의 권리를 규정한 미국의 헌법 조항이다.

## 전문
모든 형사절차에서 피고인은 죄를 범한 주와 특별구의 공평한 배심원단에 의한 신속하고 공개적인 재판을 받을 권리를 향유한다. 이 경우 특별구는 법에 의하여 미리 인정받아야 한다. 또한 피고인은 공소의 성질과 이유를 통보받을 권리, 자신에게 불리한 증인을 대면할 권리, 자신에게 유리한 증인을 확보할 강제절차를 보장받을 권리, 방어를 위하여 변호인의 조력을 받을 권리를 향유한다.

In all criminal prosecutions, the accused shall enjoy the right to a speedy and public trial, by an impartial jury of the State and district wherein the crime shall have been committed, which district shall have been previously ascertained by law, and to be informed of the nature and cause of the accusation; to be confronted with the witnesses against him; to have compulsory process for obtaining witnesses in his favor, and to have the Assistance of Counsel for his defense.

## 같이 보기
- 대질신문조항